# Skogskanin
Skogskanin (Sylvilagus brasiliensis) är en däggdjursart som först beskrevs av Carl von Linné 1758.  Skogskaninen ingår i släktet bomullssvanskaniner, och familjen harar och kaniner. IUCN kategoriserar arten globalt som livskraftig.
Denna kanin förekommer i Central- och Sydamerika (öster om Anderna) från centrala Mexiko till norra Argentina. Den saknas i Amazonområdets centrala delar. Arten vistas i låglandet och i bergstrakter upp till 4800 meter över havet. Habitatet utgörs av olika slags skogar. Skogskanin uppsöker även öppna områden som ligger nära skogar.
Kroppslängden inklusive svans är 25 till 42 cm. Honor kan para sig hela året. De föder vanligen en unge per kull, alltså betydlig färre än andra bomullssvanskaniner.

## Underarter
Arten delas in i följande underarter:
- S. b. brasiliensis
- S. b. andinus
- S. b. apollinaris
- S. b. capsalis
- S. b. caracasensis
- S. b. chillae
- S. b. chotanus
- S. b. defilippi
- S. b. fulvescens
- S. b. gibsoni
- S. b. inca
- S. b. kelloggi
- S. b. meridensis
- S. b. minensis
- S. b. paraguensis
- S. b. peruanus
- S. b. sanctaemartae
- S. b. surdaster
- S. b. tapetillus
- S. b. gabbi
- S. b. truei

## Bildgalleri

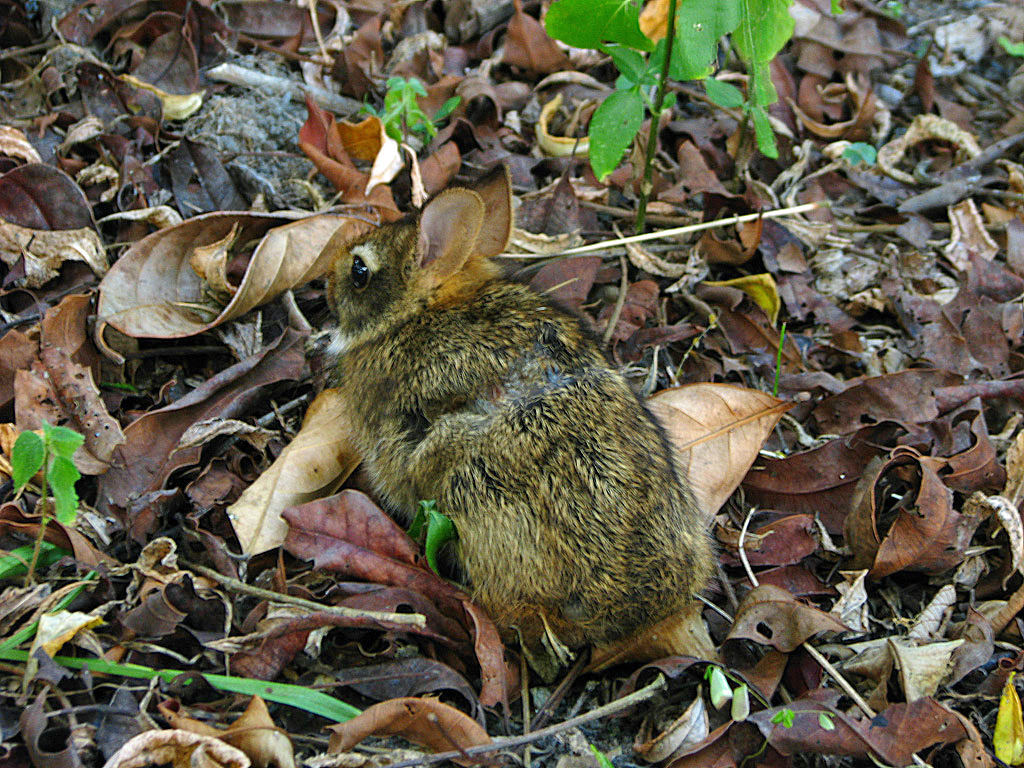
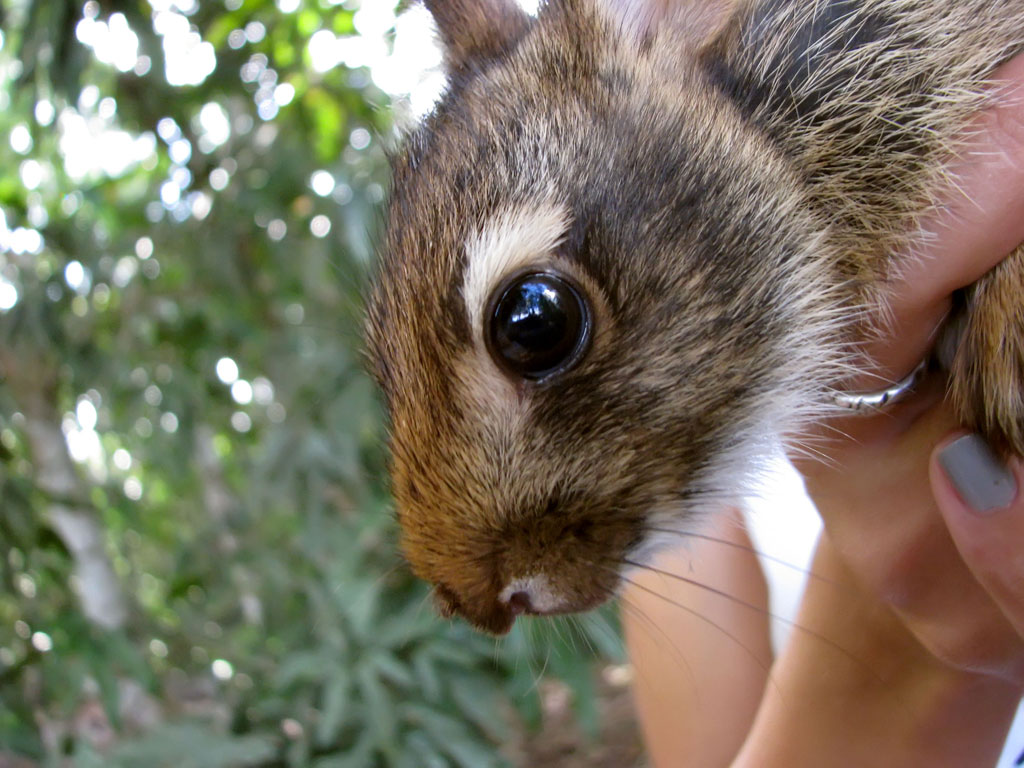